# Sylvanian Families
As Sylvanian Families (シルバニアファミリー, Shirubania Famirī) figuras de animais colecionáveis feitas de plástico que retratam as criaturas e as suas casas na vila fictícia de Sylvania. Foram criadas pela empresa japonesa de videojogos, Epoch que em 1985 as distribuiu internacionalmente por um grande numero de companhias. Os personagens são agrupados em famílias, como o nome indica, e incluem várias criaturas tais como castores, coelhos, ouriços-cacheiros, ratos e ursos.O brinquedo não tem uma audiência definida visto que são feitos para qualquer idade, embora atraiam mais a atenção de crianças, e existem para ajudar as pessoas sobretudo, a desenvolver habilidades sociais e inteligência emocional. Atualmente estão disponíveis em mais ou menos 50 países á volta do mundo.

## História

### Inicio e desenvolvimento
Em 1985, Epoch lança as primeiras Sylvanian Families no seu país de origem, Japão e na América do Norte com o titulo “Amigos Agradáveis da Coleção do Sistema da Epoch da Floresta de Brinquedos Animais Sylvanian Families”, (森のゆかいな仲間たち エポック社 システム・コレクション・アニマルトーイ・シルバニアファミリー, Mori noyu kaina nakama-tachi Epokkusha shisutemu korekushon animarutōi shirubania famirī), mas os brinquedos ficaram a ser conhecidos pelo seu nome do presente por ser mais cativante. A primeira edição distribuída no Japão tinha apenas 1 casa, 11 peças de mobilia toda verde e 9 famílias. A palavra Sylvanian deriva do deus Romano, Silvano,  que significa "da floresta" que ajuda a explicar os tipos de animais incluídos nos conjuntos, que podem ser encontrados na floresta.
Mais tarde, em 1987, foi criada uma série de animação para ajudar a promover o brinquedo, produzida pela DIC Animation City e pela TMS Entertainment, que chegou a ter 13 episódios. O sucesso obtido no Japão e na América do Norte seria apenas um começo porque houve uma expansão do produto pela Europa do Oeste por parte da empresa Tomy no Reino Unido, ter distribuído as Sylvanian Families pelo mercado inglês, tornando-as num brinquedo bestseller. Mais tarde recebeu o prémio do "Brinquedo do Ano" pela British Association of Toy Retailers sucessivamente em 1987, 1978 e 1979.
Em 1993, Tomy, que estava responsável de distribuir os brinquedos internacionalmente, perdeu os direitos ao nome "Sylvanian Families" no Canada e nos EUA. Tomy teve de reintroduzir o produto como Calico Critters of Cloverleaf Corners, ou simplesmente Calico Critters, esta que é a distribuída atualmente nos países referidos.
De 1990 a 1999, os brinquedos trocaram de empresa distribuidora inglesa ao longo dos anos, pois foram descontinuados no Reino Unido em 1998 mas depois reintroduzidos pela empresa Flair por 1999, e foi aberta uma loja independente em 1992 no Finsbury Park, que se encontra encerrada hoje em dia, no Reino Unido. Na América do Norte também foram paradas de ser vendidas pela Tomy e foram apanhadas pela International Playthings pelo novo nome de Epoch Everlasting Play.

## Cenário

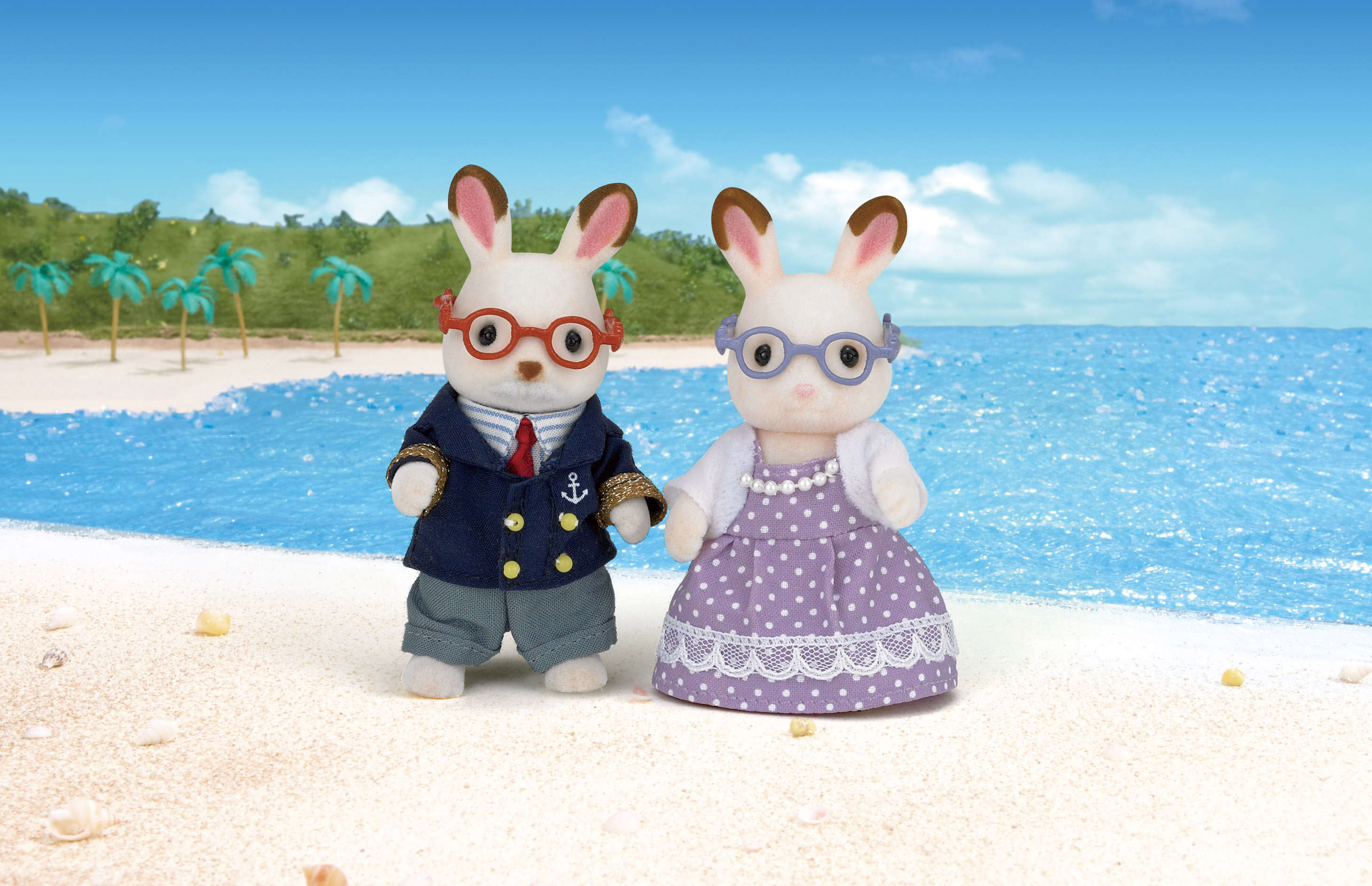
Avós dos Coelhos Chocolate

O cenário onde os animais vivem é uma aldeia rural fictícia algures na América do Norte chamada Sylvania (シルバニア, Shirubania) cercada por florestas, inspirada pela visão japonesa do campo ocidental. Algumas famílias são donas de negócios de família e outras têm cargos de doutores, professores, artistas, ou outros. Os personagens exibem roupa inspirada pelos anos 50 e são antropomórficos em todos os aspetos visto que cada boneco tem aniversário, hobbies e nas versões norte-americana e europeia até têm nomes.
Os brinquedos são originalmente representados como criaturas habitantes da floresta tais como coelhos, esquilos, ursos, castores, ouriços, raposas, veados, corujas, guaxinins, lontras, doninhas e ratos, mais tarde foram introduzidos outros tipos de animais como gatos, cães, hamsters, porquinhos da India, pinguins, macacos, vacas, ovelhas, porcos, elefantes, pandas, cangurus, coalas e suricatas. A maioria das familias são constituidas por um pai, mãe, irmã e irmão e por vezes avós, bebés ou irmãos mais velhos.

## Média

### Animação
- The Forest Family é uma série de animação americana de 1987.
- Stories Of Sylvanian Families é uma série de animação britânica de 1988.
- Sylvanian Families ( japonês: シルバニアファミリー Shirubania famirī )  - OVA de 2007.
- Forest Family: Mini Episodes - série animada de 2017 .[10]
- Sylvanian Families the Movie: A Gift from Freya - filme de 2023[11]
- Sylvanian Families Freya no Go for Dream! - serie animada de 2023

### Jogos
Além das series de animação e filmes, Epoch também lançou 7 jogos para consola:
- 1999 : Sylvanian Families: Otogi no Kuni no Pendant (Game Boy Color)

- 2000 : Sylvania Melody (Game Boy Color)
- 2001 : Sylvanian Families 2: Irozuku Mori no Fantasy (Game Boy Color)
- 2001 : Sylvanian Families 3: Hoshifuru Yoru no Sunatokei (Game Boy Color)
- 2002 : Sylvania Families 4: Meguru Kisetsu no Tapestry (Game Boy Advance)
- 2003 : Sylvania Family: Yosei no Stick to Fushigi no Ki - Maron Inu no Onna no Ko (Game Boy Advance)
- 2004 : Sylvania Families: Fashion Designer ni Naritai! Kurumi Risu no Onna no Ko (Game Boy Advance)